# Таємниця «Святого Патрика»
«Таємниця „Святого Патріка“» (рос. «Тайна „Святого Патрика“») — український детективний фільм 2006 року кінорежисера Андрія Бенкендорфа.

## Синопсис
Основні дії стрічки розгортаються в наш час, розкриваючи завіси таємниці, яка бере свій початок багато століть тому.
Тоді під час Другої світової війни в Кенігсберзі трьома військовими була знайдена раніше загублена святиня Ордена тамплієрів — Орден Святого Патріка, знак Великого Гросмейстер.
Молодий та жадібний офіцер спробував позбутися непотрібних свідків, і привласнив собі цю знахідку. Але він не знав, що ще в середні століття, у часи розгрому Ордена, на святиню було накладене прокляття. І тепер, якщо реліквія потрапляла до чужих рук, вона несла горе й нещастя власникові та його близьким. Незабаром лихо прийшло в його будинок. Він був засланий у табори, дружина померла, а дітей розкидало по дитячих будинках.

## У ролях
| Актор                 | Роль                                  |
| --------------------- | ------------------------------------- |
| Василь Лановий        | Валерій Лосицький в старості          |
| Андрій Самінін        | Валерій Лосицький                     |
| Ольга Сумська         | Наталія Вікторівна Карякіна           |
| Лесь Сердюк           | Федір Соломатін в старості            |
| Михайло Жигалов       | Василь Миколайович Карякін в старості |
| Данило Співаковський  | генерал Карякін Василь Миколайович    |
| Олег Васильков        | старшина Федір Соломатін              |
| Олександр Перков      | Олексій Соколов                       |
| Світлана Зубченко     | Ліза Соломатіна                       |
| Роман Макухін         | Ігор Овечкін                          |
| Георгій Хостікоєв     | Іван Корадес                          |
| Ксенія Ніколаєва      | Катерина Соколова                     |
| Ігор Славинський      | Олег Соколов, батько Олексія Соколова |
| Євгенія Варениця      | Маша Соколова                         |
| Олег Савкін           | Енді Корадес                          |
| Ігор Мельников        | Гонзалес                              |
| Ігор Тихомиров        | Мігунько                              |
| Михайло Жонін         | Микола Жарков                         |
| Георгій Дрозд         | Микола Жарков в старості              |
| Сергій Романюк        | генерал Олексій Дмитрович Говорков    |
| Валерій Дудник        | генерал Григорій Гнатович             |
| Ігор Цеглинський      | генерал Петро Романович               |
| Олександр Новосьолов  | прокурор Валентин Петрович            |
| Вадим Полікарпов      | Хорьков                               |
| Олександра Ніколаєнко | няня Анюта                            |
| Ірина Дорошенко       | Даша Соломатіна                       |
| Віктор Семирозуменко  | офіціант                              |
| Геннадій Попенко      | американський офіцер                  |
| Володимир Горобей     | Жак де Моле                           |
| Віктор Сарайкін       | майор НКВС                            |
| Поліна Войневич       | епізод                                |
| Олеся Жураківська     | епізод                                |
| Валерія Ходос         | епізод                                |